# Pierre Barbet (medic)
Pierre Barbet (1884 - 1961) a fost un medic francez și chirurgul șef la Spitalul Saint Joseph din Paris. Prin efectuarea unor diverse experimente, Barbet a formulat o serie de teorii cu privire la Răstignirea lui Isus.
În 1950, el a scris un studiu numit A Doctor at Calvary (Un medic la Golgota), care a fost mai târziu publicat ca o carte. Barbet a afirmat că experiența sa de chirurg pe câmpul de luptă din timpul primului război mondial l-a dus la concluzia că imaginea de pe Giulgiul din Torino este autentică, anatomic corectă și coerentă cu Răstignirea.